# Alto Molocue
Alto Molócue es un distrito y una ciudad de la provincia de Zambezia, en Mozambique. 

## Geografía
Limita al norte con Ribaué y Malema, en la provincia de Nampula, al oeste con el distrito de Gurué, y al sur y suroeste con Ile.
Según el censo de 2007 el distrito tiene 278 064 habitantes y un área de 6386 km², por lo que su densidad es de 29 h/km².

## División administrativa
Este distrito formado por doce  localidades, se divide en dos puestos administrativos (postos administrativos), con la siguiente población censada en 2005:
- Alto Molocue, Molocue sede, 162.236 (Malua, Calaia, Chapala, Ecole, Mutala, Nacuaca, Nimala, Nivava y Novanana).
- Nauela, 68.559 (Mahiua).